# Апаче
Апаче (словен. Apače) — поселення в общині Апаче, Помурський регіон, Словенія. Висота над рівнем моря: 218 м.